# Saint-Christophe-le-Jajolet
Saint-Christophe-le-Jajolet là một xã cũ trong tỉnh Orne, vùng Normandie tây bắc nước Pháp. Xã Saint-Christophe-le-Jajolet nằm ở khu vực có độ cao trung bình 174 mét trên mực nước biển.